# 1904 في بيرو
فيما يلي قوائم الأحداث التي وقعت خلال عام 1904 في بيرو.

## سياسة

### تعيين في المنصب
- 18 أبريل – سيرابيو كالديرون لازو دي لا فيغا رئيس بيرو.
- 24 سبتمبر – أوغستو ليقيا رئيس مجلس الوزراء البيروفي [الإنجليزية]‏.
- 24 سبتمبر – خوسيه باردو ذ باريدا رئيس بيرو.

### انتهاء فترة المنصب
- 18 أبريل – سيرابيو كالديرون لازو دي لا فيغا نائب رئيس بيرو [الإنجليزية]‏،رئيس بيرو.
- 14 مايو – خوسيه باردو ذ باريدا رئيس مجلس الوزراء البيروفي [الإنجليزية]‏، وزير الخارجية  [لغات أخرى]‏.

## مواليد

### يناير
- 1 يناير – خوليو كوينتانا لاعب كرة قدم بيروفي.
- 1 يناير – دومينغو غارسيا لاعب كرة قدم بيروفي.

### سبتمبر
- 29 سبتمبر – إدواردو أستينغو لاعب كرة قدم بيروفي.

## وفيات

### مايو
- 7 مايو – مانويل كاندامو (مواليد 1841) سياسي بيروفي.[1]